# بارنی
بارنی (به ایتالیایی: Barni) یک کومونه در ایتالیا است که در استان کومو واقع شده‌است.

## خصوصیات
بارنی ۵٫۹ کیلومترمربع مساحت و ۵۶۵ نفر جمعیت دارد.

## خواهرخوانده
شهر فریدبرگ، هسن خواهرخواندهٔ بارنی هست.